# 东小江
东小江，又称天河，位于中华人民共和国广西壮族自治区北部，是龙江左岸支流，发源于环江毛南族自治县东兴镇标山村沙坪屯东北2千米处，向南流经罗城仫佬族自治县纳翁乡、乔善乡、天河镇和宜州市祥贝乡（祥贝一下河段又名下枧河）、刘三姐乡，在宜州市区以东的下岩屯下游1.5千米处汇入龙江。河长139千米，平均比降3.54‰，流域面积1904平方千米。